# 乾長次
乾 長次（いぬい ながつぐ）は、戦国時代から江戸時代初期にかけての武将。岡山藩家老。

## 出自
鳥取乾氏は宇多源氏の佐々木経方の六男・行範の支流とされる。長次は鳥取乾氏の祖・乾太郎兵衛の孫に当たる。

## 経歴
天文14年（1545年）、摂津国島下郡に生まれる。初め、足利義輝に仕えていたが、早い頃に池田恒興に仕え、兵部大輔を名乗った。元亀元年（1570年）の姉川の戦い、天正8年（1580年）の花熊城の戦いなどで戦功を為し、100石が与えられた。天正12年（1584年）、小牧・長久手の戦いにおいて敵陣へ突入しようとした池田輝政を諫め、結果として命を救ったことがきっかけとなり、以後、重用されるようになった。その後も天正18年（1590年）の小田原征伐などで戦功を為し、慶長5年（1600年）、池田輝政が姫路に移ると600石に加増された（後に900石）。
慶長15年（1610年）、幼い池田忠雄の後見人となり、1400石に加増、元和元年（1615年）に忠雄に従って岡山藩に移り家老職に補せられた。元和2年（1616年）5月9日没。
長次没後、子・直幾は鳥取藩転封により、家禄を加増され3500石を与えられた。子孫は代々鳥取藩の家老を勤めた。